# Jack Squirek
Jack Steve Squirek (Cleveland, 16 de fevereiro de 1959 – 5 de janeiro de 2024) foi um jogador profissional de futebol americano estadunidense.

## Carreira
Jack Squirek foi campeão da temporada de 1983 da National Football League jogando pelo Los Angeles Raiders, cuja denominação atual é  Oakland Raiders.

## Morte
Squirek morreu no dia 5 de janeiro de 2024, aos 64 anos.